# The Emptiness Machine
The Emptiness Machine (englisch für Maschine der Leere) ist ein Lied der US-amerikanischen Nu-Metal- und Alternative-Rock-Band Linkin Park. Es handelt sich dabei um die erste Singleauskopplung aus deren Studioalbum From Zero sowie die erste Veröffentlichung mit der neuen Sängerin Emily Armstrong und dem neuen Schlagzeuger Colin Brittain.

## Hintergrund
Bis 2017 veröffentlichte die 1996 unter dem Namen Xero gegründete und 1999 zunächst in Hybrid Theory und schließlich in Linkin Park umbenannte, aus Agoura Hills, Kalifornien stammende Band sieben Studioalben. Sie bestand zu diesem Zeitpunkt aus dem Sänger und Frontmann Chester Bennington, dem Rapper, Rhythmusgitarristen und Keyboarder Mike Shinoda, dem Leadgitarristen Brad Delson, dem E-Bassisten Dave „Phoenix“ Farrell, dem DJ Joe Hahn sowie dem Schlagzeuger Rob Bourdon. Am 20. Juli 2017 starb Chester Bennington durch Suizid. Am 27. Oktober 2017 richteten die verbliebenen Bandmitglieder auf der Hollywood Bowl eine Gedenkshow mit diversen Bühnengästen aus.
Seitdem befand sich Linkin Park in einer Pause und absolvierte keine gemeinsamen Bühnenauftritte mehr. 2019 trafen Shinoda, Delson, Farrell und Hahn erstmals auf Emily Armstrong, Sängerin und Gitarristin der US-amerikanischen Alternative-Rock-Band Dead Sara, mit der sie, jedoch nicht explizit für Linkin Park, neue Musik produzierten. Etwa 2021 lernte Shinoda bei einer Studiosession außerdem den Schlagzeuger Colin Brittain kennen, mit dem er bei verschiedenen Projekten zusammenarbeitete; unterdessen verließ Gründungsmitglied Rob Bourdon die Band auf eigenen Wunsch, ohne dass diese den Ausstieg weitergehend publik machte.

## Veröffentlichung
Am 5. September 2024 stand Linkin Park in den Warner Bros. Studios Burbank zum ersten Mal seit dem Gedenkkonzert für Chester Bennington am 27. Oktober 2017 wieder gemeinsam auf einer Bühne, wobei Armstrong anstelle von Bennington als Sängerin auftrat und Brittain anstelle von Bourdon am Schlagzeug saß. Beide wurden als neue Mitglieder der Band bestätigt. Es fehlte außerdem Brad Delson, der bekanntgab, sich fortan auf seine Rolle in der Band abseits der Bühnen konzentrieren zu wollen, weshalb Alex Feder bei der kommenden Tournee die Position als Leadgitarrist bei Liveauftritten übernehme. Der Auftritt wurde per Liveübertragung im Internet gestreamt.
Neben den Veränderungen in der Bandbesetzung präsentierte Linkin Park bei dem Konzert ein neues Lied mit dem Titel The Emptiness Machine. Dieses wurde zeitgleich als Single veröffentlicht, außerdem erschien ein Musikvideo. Darüber hinaus gab man bekannt, mit der neuen Besetzung im September und November 2024 im Rahmen der From Zero World Tour mit sechs weiteren Konzerten in Los Angeles, New York, Hamburg, London, Seoul und Bogotá auf Welttournee zu gehen. Am 15. November 2024 erschien das Lied schließlich als Teil von Linkin Parks achtem Studioalbum From Zero (Katalognummer: 009362483984), dessen erste Singleauskopplung es ist.

## Liveauftritte
Am 17. September 2024 trat Linkin Park mit The Emptiness Machine in der Tonight Show mit Moderator Jimmy Fallon auf, am 12. Dezember 2024 bei den Billboard Music Awards 2024.
Am 31. Mai 2025 trat Linkin Park mit The Emptiness Machine im Rahmen des Eröffnungsprogramms des Finales der UEFA Champions League 2024/25 in der Allianz Arena in München auf, wo sie das Lied als Teil eines Medleys präsentierten.

## Rezeption
Der Psychologe Llewellyn van Zyl griff das Lied in Psychology Today auf: Die „Maschine der Leere“ betrachtete er als Metapher, die daran erinnere, wie leicht es sei, in die Kreisläufe des modernen Arbeitslebens zu geraten, wobei sie den Reiz falscher Versprechungen von Arbeit über Sinn und Zweck darstelle, die zu einem endlosen Kreislauf aus Anstrengung, Verzicht, emotionaler Manipulation und Schmerz und daraus resultierend einem Gefühl von Enttäuschung, Erschöpfung und Leere führten; durch das Erforschen dieser Metapher könne man darüber nachdenken, wie Arbeit zur menschlichen „Maschine der Leere“ geworden sei und sich daraus befreien.
Lukas Schumacher von 1 Live fand, die Band habe es mit The Emptiness Machine geschafft, „ihren alten Signature-Sound zu behalten und mit den neuen, starken Vocals von Emily [Armstrong] einen neuen Abschnitt zu beginnen“.

## Kommerzieller Erfolg

### Chartplatzierungen
The Emptiness Machine stieg am 13. September 2024 auf Platz eins in die Deutschen Singlecharts ein. Es handelte sich um den ersten Nummer-eins-Hit Linkin Parks in Deutschland. In der Chartwoche vom 22. November 2024 platzierte es sich gemeinsam mit Heavy Is the Crown und Two Faced in den deutschen Top 10, damit platzierte erstmals seit den Beatles im April 1964 wieder eine Band drei Titel gleichzeitig in den deutschen Top 10, zwischenzeitlich gelang dies nur Solokünstlern oder Duetten, zuletzt Apache 207 im Juni 2023. Am 15. September 2024 debütierte das Lied auch in der Schweizer Hitparade auf Platz eins, ebenso wie es am 17. September 2024 in den Ö3 Austria Top 40 den ersten Platz erreichte. In beiden Ländern war The Emptiness Machine ebenfalls der erste Nummer-eins-Hit der Band.
| ChartsChartplatzierungen            | Höchstplatzierung | Wochen |
| ----------------------------------- | ----------------- | ------ |
| Deutschland (GfK)                   | 1 (… Wo.)         | …      |
| Österreich (Ö3)                     | 1 (… Wo.)         | …      |
| Schweiz (IFPI)                      | 1 (… Wo.)         | …      |
| Vereinigte Staaten (Billboard)      | 21 (7 Wo.)        | 7      |
| Vereinigte Staaten (Billboard Rock) | 3 (… Wo.)         | …      |
| Vereinigtes Königreich (OCC)        | 4 (20 Wo.)        | 20     |

| ChartsJahrescharts (2024) | Platzierung |
| ------------------------- | ----------- |
| Deutschland (GfK)         | 26          |
| Österreich (Ö3)           | 11          |
| Schweiz (IFPI)            | 39          |

### Auszeichnungen für Musikverkäufe
| Land/Region                  | Auszeichnungen für Musikverkäufe (Land/Region, Auszeichnung, Verkäufe) | Verkäufe  |
| ---------------------------- | ---------------------------------------------------------------------- | --------- |
| Australien (ARIA)            | Platin                                                                 | 70.000    |
| Belgien (BRMA)               | Gold                                                                   | 20.000    |
| Deutschland (BVMI)           | Platin                                                                 | 600.000   |
| Frankreich (SNEP)            | Platin                                                                 | 200.000   |
| Italien (FIMI)               | Gold                                                                   | 50.000    |
| Kanada (MC)                  | 2× Platin                                                              | 160.000   |
| Österreich (IFPI)            | 2× Platin                                                              | 60.000    |
| Polen (ZPAV)                 | Gold                                                                   | 25.000    |
| Portugal (AFP)               | 2× Platin                                                              | 20.000    |
| Schweiz (IFPI)               | Platin                                                                 | 30.000    |
| Spanien (Promusicae)         | Gold                                                                   | 30.000    |
| Vereinigtes Königreich (BPI) | Gold                                                                   | 400.000   |
| Insgesamt                    | 5× Gold · 10× Platin ·                                                 | 1.665.000 |

Hauptartikel: Linkin Park/Auszeichnungen für Musikverkäufe